# Йоасаф Бдински
Йоасаф Бдински е български духовник и книжовник. По молба на цар Иван Срацимир през 1392 г. е ръкоположен в Константинопол за видински митрополит. През 1394 г., след като Търново е завладяно от османците, Йоасаф издейства мощите на св. Филотея Темнишка и на св. Петка Епиватска да бъдат пренесени от там във Видин. В тази връзка той съставя „Похвално слово за пренасяне на мощите на света Филотея от Търново във Видин“, в което дава ценни исторически сведения за положението на българския народ в края на XIV в. Автор е и на църковна служба в памет на св. Ромил Видински. Не е известно чий ученик е бил Йоасаф, но неговите произведения са сходни с тези на Търновската книжовна школа. Той засвидетелства голяма почит към Евтимий Търновски.

## Памет
На Йосиф Бдински е наречена улица в квартал „Симеоново“ в София (Карта).

## Съчинения
- Emil Kałužniacki, ed. Aus der panegyrischen Litteratur der Südslaven. Wien, 1901, 89 – 128

## Изследвания
- История на българската средновековна литература (ред. А. Милтенова). С. 2008,